# Pulchroppiella plurisetosa
Pulchroppiella plurisetosa är en kvalsterart som först beskrevs av Mihelcic 1956.  Pulchroppiella plurisetosa ingår i släktet Pulchroppiella och familjen Oppiidae. Inga underarter finns listade i Catalogue of Life.